# Live in South Africa
Live in South Africa è il primo album video del gruppo musicale statunitense OneRepublic, pubblicato il 23 febbraio 2018 dalla Interscope Records.

## Descrizione
Contiene l'esibizione tenuta dal gruppo a Johannesburg, data conclusiva del loro Native World Tour, oltre a materiale bonus come un documentario sulla storia del gruppo e l'esecuzione del singolo Wherever I Go a Sydney.

## Tracce
1. Don't Look Down
2. Light It Up
3. Secrets
4. All the Right Moves
5. What You Wanted
6. Stop and Stare
7. Something I Need
8. Apologize
9. Preacher
10. Good Life
11. Counting Stars
12. Can't Stop
13. Au Revoir
14. Feel Again
15. I Lived
16. Love Runs Out
17. What a Wonderful World (cover)
18. If I Lose Myself

Tracce bonus
1. Don't Look Down (documentario)
2. Wherever I Go (Live in Sydney)

## Classifiche
| Classifica (2018) | Posizione massima |
| ----------------- | ----------------- |
| Austria           | 6                 |
| Regno Unito       | 12                |
| Svizzera          | 6                 |